# Santa Maria de Malgrat
Santa Maria de Malgrat és l'església de Malgrat, al municipi de Cervera (Segarra), inclosa en l'Inventari del Patrimoni Arquitectònic de Catalunya
Es troba a la riba dreta del Sió i a l'esquerra del barranc de Malgrat. És església sufragània de la parròquia de Sant Miquel de la Prenyanosa.

## Història
El lloc i el castell de Malgrat són documentats l'any 1078 i és molt probable que en aquest moment ja existís també l'església de Santa Maria, dins del bisbat d'Urgell. L'any 1102, Arnau Berenguer de Malgrat donà a la canònica de Santa Maria de Solsona el castell de Malgrat que tenia en alou i segurament també l'església del terme, donació que confirmà l'any 1104 Vidià Pere, oncle d'Arnau Berenguer fent constar que el llegat incloïa l'església de Santa Maria. El 1139 n'era capellà Arnau, que signà com a testimoni en una escriptura del cavaller Arnau de Bubiol, senyor de la Cardosa. En la butlla que el papa Eugeni III concedí a favor de la canònica de Solsona l'any 1151 s'hi fa menció de l'església de «Malgrad» com a propietat seva, ratificada en la tercera consagració de l'església solsonina l'any 1163. A la darreria del segle xiv (1391), en la relació d'esglésies que pagaren la dècima papal, consta que el capellà de Malgrat satisfeu 20 sous. Santa Maria de Malgrat havia estat sufragània de l'església parroquial de Tudela; a l'inici del segle xvi, passà a dependre de Sant Miquel de la Prenyanosa.

## Arquitectura
Edifici d'una sola nau, coberta amb volta de canó de perfil semicircular i capçada a llevant per un absis semicircular precedit d'un estret arc presbiteral. La porta és barroca i s'obre a la façana oest on també hi ha un ull de bou ovalat, situat al lloc on hi havia un finestral de grans dimensions. Al centre de l'absis s'obre una finestra central de doble esqueixada amb arquivoltes rectes a l'interior i a l'exterior amb una imposta bisellada. A la façana sud hi ha una altra finestra de doble esqueixada més petita, resolta amb llinda. En aquesta banda hi ha adossat un atalussament i un potent contrafort, proves dels problemes d'estabilitat soferts per l'edifici ja des de molt enrere. Tant l'absis com la nau presenten forats de bastida i cornisa de pla i cavet. Primitivament la teulada devia ser a dos vessants i posteriorment es va aixecar el campanar de cadireta de dos cossos. El parament, llis i només trencat per un ràfec bisellat, és fet de pedres treballades a cops de maceta, en filades. Els carreus són polits, quadrats o col·locats de través.

El tipus de parament, juntament amb la composició de la finestra absidal són propis de les formes constructives de l'inici del segle xii.